# Rosa beauvaisii
Rosa beauvaisii — вид рослин з родини розових (Rosaceae); поширений у В'єтнамі.

## Поширення
Вид описаний з північного В'єтнаму.